# Comuna Corjova, Dubăsari
Comuna Corjova este o comună din raionul Dubăsari, Republica Moldova. Este formată din satele Corjova (sat-reședință) și Mahala. Conform recensământului din 2004, are o populație de 3.231 de locuitori.

## Administrație și politică
Componența Consiliului local Corjova (9 consilieri), ales la 5 noiembrie 2023, este următoarea:
|  | Partid                                       | Consilieri | Componență | Componență | Componență | Componență |
|  | -------------------------------------------- | ---------- | ---------- | ---------- | ---------- | ---------- |
|  | Partidul Comuniștilor din Republica Moldova  | 4          |            |            |            |            |
|  | Mișcarea „Respect Moldova”                   | 3          |            |            |            |            |
|  | Partidul Socialiștilor din Republica Moldova | 2          |            |            |            |            |